# جيف فالديز
جيف فالديز (بالإنجليزية: Jeff Valdez)‏ هو منتج تلفزيوني أمريكي، ولد في 31 يناير 1956 في بويبلو في الولايات المتحدة.

## وصلات خارجية
- جيف فالديز على موقع IMDb (الإنجليزية)